# Giovanni Galeone
Giovanni Galeone (Nápoles, Italia, 25 de enero de 1941) es un exfutbolista y ex entrenador italiano. En la Serie A ha entrenado a Pescara, Perugia, Napoli, Ancona y Udinese. Ganó una liga de Serie B en 1987, siendo técnico del Pescara.

## Trayectoria

### Como futbolista
| Club           | País   | Año         |
| -------------- | ------ | ----------- |
| CS Ponziana    | Italia | ? - ?       |
| AC Monza       | Italia | 1964 - 1965 |
| AC Monfalcone  | Italia | 1965 - 1966 |
| Udinese Calcio | Italia | 1966 - 1974 |

### Como entrenador
| Club             | País   | Año         |
| ---------------- | ------ | ----------- |
| Pordenone Calcio | Italia | 1975 - 1976 |
| US Adriese       | Italia | 1976 - 1977 |
| US Cremonese     | Italia | 1978 - 1979 |
| AC Sangiovannese | Italia | 1979 - 1980 |
| US Grosseto      | Italia | 1980 - 1981 |
| Udinese Calcio   | Italia | 1981 - 1983 |
| SPAL Ferrara     | Italia | 1983 - 1986 |
| Pescara Calcio   | Italia | 1986 - 1989 |
| Calcio Como      | Italia | 1989 - 1990 |
| Pescara Calcio   | Italia | 1990 - 1993 |
| Udinese Calcio   | Italia | 1994 - 1995 |
| AC Perugia       | Italia | 1995 - 1997 |
| SSC Napoli       | Italia | 1997 - 1998 |
| Pescara Calcio   | Italia | 1999 - 2001 |
| Ancona Calcio    | Italia | 2003 - 2004 |
| Udinese Calcio   | Italia | 2005 - 2007 |

## Palmarés

### Como entrenador
| Título  | Club           | País   | Año         |
| ------- | -------------- | ------ | ----------- |
| Serie B | Pescara Calcio | Italia | 1986 - 1987 |